# Funagata
Funagata (舟形町, Funagata-machi) est un bourg du district de Mogami dans la préfecture de Yamagata, dans le nord de l'île de Honshū, au Japon.

## Géographie

### Démographie
En 2010, la population de Funagata s'élevait à 6 291 habitants répartis sur une superficie de 119,03 km2 (densité de population de 53 hab./km2).